# 冯贝堡镇
冯贝堡镇，是中华人民共和国辽宁省沈阳市法库县下辖的一个乡镇级行政单位。

## 行政区划
冯贝堡镇下辖以下地区：
李家荒地村、榆树堡村、尚家窝堡村、孙家窝堡村、工夫屯村、务名屯村、富拉堡子村、姚家沟村、黄贝堡村和冯贝堡村。